# 橋本智保
橋本智保（はしもと ちほ、1972年- ）は、日本の韓国文学翻訳家。

## 人物・来歴
東京外国語大学朝鮮語学科を経て、ソウル大学国語国文学科修士課程修了。

## 翻訳
- 『歳月 鄭智我作品集』新幹社, 2014.2
- 千雲寧『生姜(センガン)』新幹社, 2016.4
- 李炳注『関釜連絡船』藤原書店, 2017.2
- 朴婉緒『あの山は、本当にそこにあったのだろうか』かんよう出版, 2017.8
- クォン・ヨソン『春の宵』 (韓国女性文学シリーズ 書肆侃侃房, 2018.5
- ウン・ヒギョン『鳥のおくりもの』 (〈アジア文学館〉シリーズ) 段々社, 2019.11
- イ・ギホ, ピョン・ヘヨン, ファン・ジョンウン, キム・ヨンス, クォン・ヨソン著, ノ・スンヨン, チョン・ヨンジュン 聞き手『韓国の小説家たち 1 (クオンインタビューシリーズ 呉永雅，きむふな, 斎藤真理子，清水知佐子共訳. クオン, 2020.10
- キム・ヨンス『ぼくは幽霊作家です』(韓国文学セレクション) 新泉社, 2020.10
- クォン・ヨソン『レモン』河出書房新社, 2020.11
- キム・ヨンス『夜は歌う』 (韓国文学セレクション) 新泉社, 2020.2
- チェ・ウンミ『第九の波』 (韓国女性文学シリーズ 書肆侃侃房, 2020.9
- ソン・ホンギュ『イスラーム精肉店』 (韓国文学セレクション) 新泉社, 2022.1
- 鄭智我『父の革命日誌』河出書房新社, 2024.2